# Karl Baratta
Karl Baratta (* 6. Oktober 1951 in Wien) ist ein österreichischer Dramaturg und Regisseur.

## Leben und Wirken
Baratta wuchs in Wien auf, studierte Philosophie an der Universität Wien, Regie am Max Reinhardt Seminar und Film und history of consciousness an der staatlichen Universität von New York (SUNYAB) und der University of California, Santa Cruz (UCSC), schrieb eine Arbeit über Disneyland und schloss mit MA. und  Mag. Phil. ab. 1981–1991 war er Dramaturg am Schauspiel Bonn und initiierte u. a. die ersten Uraufführungen von Elfriede Jelinek (Burgtheater, Krankheit, Wolkenheim) und Rainald Goetz (Krieg, Festung, Katarakt). 1991–1998 war er leitender Dramaturg am Schauspiel Frankfurt. Ab 1989 war er Spielpan-Berater der Direktion des Volkstheater Wien und 2000–2005 leitender Dramaturg des Volkstheater Wien. Dort initiierte er u. a. Uraufführungen von Antonio Fian, Franzobel, Gert Jonke, Kathrin Röggla, Marlene Streeruwitz. 2006–2009 war er Dramaturg am Theater Basel und vertrat u. a. deutschsprachige Erstaufführungen von Denis Kelly (Liebe und Geld, taking care of baby). Er arbeitete als Dramaturg u. a. mit Jürgen Gosch, Hans Hollmann, Schorsch Kamerun, Tina Lanik, Christina Paulhofer, Elias Perrig, Anselm Weber und Horst Zankl, und als Gastdramaturg mit Dimiter Gotscheff an der Volksbühne Berlin (Das grosse Fressen) und mit Christoph Schlingensief am Schauspielhaus Zürich (Attabambipornoland). Von 2012 bis 2017 lehrte er zeitgenössische Dramatik am Max Reinhardt Seminar.

## Kuratierungen neuer Formate
Worttheater:  Literatur-Simultanperformance mit Autoren in allen Räumen des Hauses nach dem Prinzip einer Ausstellung. Volkstheater Wien 1998, 1999, 2000.  Schauspielhaus Zürich 2004
Unruhiges Österreich: Texte zur politischen Lage. Volkstheater Wien 100 Veranstaltungen März–Juni 2000
Globalisierung und Gewalt – Perspektiven nach dem 11. September: Vorträge, Performances und Diskussionen gemeinsam mit Claus Philipp von der Tageszeitung  „Der Standard“ u. a. mit Jean Baudrillard, Boris Groys, Slavoj Zizek, Viktor Jerofejew, Alexander Kluge und Christoph Schlingensief. Volkstheater Wien 11 Veranstaltungen 2002–2004. Julius Deutschbauer-Gerhard Spring, Terror im Vergnügungspark, Schauspielhaus Zürich 2004
Archiv des Alltags: Autobiographisches Erzählen  peripherer Lebensdetails, mit  Autoren, Forschern, Gewerbetreibenden, Journalisten, Theaterleuten.  Theater Basel, 30 Veranstaltungen 2007–2009
Co-Kurator der Ausstellung unruhe der form – entwürfe des politischen subjekts mit dem Schwerpunkt  autorenreden. Secession, Akademie der bildenden Künste,  Wiener Festwochen 2013

## Regiearbeiten
- Jürg Laederach, Rost oder das Denken ist immer, Uraufführung, Schauspiel Bonn 1989
- Konrad Bayer, Sprechen Sie manchmal? Volkstheater Wien 1996
- Ilse Aichinger, Zu keiner Stunde, Uraufführung, Volkstheater Wien 1996
- Wolfgang Bauer, Insalata Mista, deutschsprachige Erstaufführung, Volkstheater Wien 1997
- Gert Jonke, buchstäblich minuten, Uraufführung, Volkstheater Wien 2005
- Salvador Dali, Mein geheimes Leben, Theater Basel 2009
- Gert Jonke, Das System von Wien, Uraufführung, V. Landestheater Bregenz 2009
- Thomas Bernhard, In der Höhe, Uraufführung, V. Landestheater Bregenz 2010
- Franzobel, Die Anstalt, Uraufführung, V. Landestheater Bregenz 2010
- Thomas Bernhard, Verstörung, Uraufführung, Nö. Landestheater St. Pölten 2010
- Marc Aurel, Kaiser und Feldherr, Archäologiepark Carnuntum 2011
- Erwin Riess, Der Zorn der Eleonore Batthyany, Winterpalais Wien 2014
- Hallo Aliens, ein inklusives Theaterprojekt, Atelier 10, Wien 2015
- Badluck, Asylsuchende berichten, Theater Hamakom 2016
- Badluck Aleppo, Augenzeugen berichten, Theater Hamakom 2017
- Badluck reloaded,  Darstellung von Asylverfahren,  Theater Hamakom 2018
- Joop Admiral, Du bist meine Mutter, Musisches Zentrum Wien 2018
- Die Macht der Dinge. Szenen zur Migration. Simultanperformance im Weltmuseum Wien 2019

## Publikationen
- Zur Wirkung von Krankheit, Nachgedanken zu einer Inszenierung, In: Spectaculum 47,1988
- Bernhards Erfindung, In: Was wir aufschreiben ist der Tod, hrsg. von Karin Hempel-Soos, Thomas Bernhard Symposion, Bonn 1995
- Neue Stücke der neuen Spielzeit, 5 Beiträge in den Jahrbüchern von Theater heute. 2003–2009
- Zu Uraufführungen von Elfriede Jelinek In: Stets das Ihre hrsg. von Brigitte Landes, Theater der Zeit, 2006